# Jerzy Kedren
Jerzy Kedren także Jerzy Kedrenos – kronikarz bizantyński z XI wieku. Autor Kroniki powszechnej obejmującej dzieje od stworzenia świata do 1057 roku.
Jerzy Kedren napisał pod koniec 1057 roku zwięzłą Kronikę powszechną (Synopsis historiké) przedstawiającą dzieje od stworzenia świata do końca panowania Michała VI i wstąpienia na tron Izaaka Komnena (1057). Autor, prawdopodobnie mnich, sporządził kompilację, o czym sam mówi w przedmowie, na podstawie dawnych kronik. Najważniejszą część obejmującą lata 811-1057 przepisał niemal dosłownie z niewielkimi skrótami z Kroniki Jana Skylitzesa. Pozostałą część swej pracy oparł na
- dziele Pseudo-Symeona,
- Kronice Teofanesa Wyznawcy,
- redakcji B Epitomy kroniki Jerzego Monachosa
- Kronice powszechnej Symeona Magistra
- i jakimś nieznanym źródle wspólnym również dla Jana Zonarasa

W chronologii oparł się na fragmentarycznie zachowanej pracy kronikarza Panodorosa (IV/V wiek) i Kronice wielkanocnej. 
Z Kroniki Kedrena korzystał w XII wieku Michał Glykas. W 1839 roku Kronika Kedrena została wydana drukiem przez J. Bekkera. Ze względu na to, że Kronika Skylitzesa nie doczekała się dotąd pełnego wydania historycy XX wieku dla poznania tekstu Skylitzesa zmuszeni byli korzystać z kolejnych wydań Kroniki Kedrena.